# Jean de Poltrot de Méré
Jean de Poltrot, né en 1537 et mort le 18 mars 1563 à Paris, seigneur de Méré ou Mérey, est un gentilhomme de l'Angoumois qui assassina le duc François de Guise, chef de l’armée catholique royale durant les guerres de religion.

## Biographie

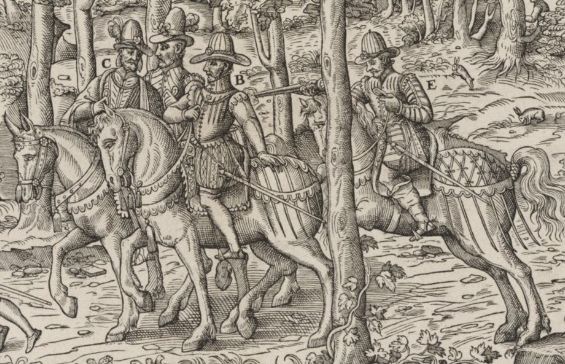
Assassinat du duc François de Guise par Jean de Poltrot de Méré, le 18 février 1563. Gravure des Quarante Tableaux de Tortorel et Perrissin, XVIe siècle.

Poltrot a vécu un certain temps en Espagne dont il connaissait la langue. Il sert alors comme espion dans le contexte de la guerre contre l’Espagne.
Protestant convaincu, il se décide à tuer le duc de Guise. Il se met en route pour le camp catholique occupé à assiéger Orléans. Dans la soirée du 18 février 1563, il se met en embuscade le long d’une route par laquelle doit passer le duc de Guise, fait feu avec un pistolet et s’enfuit. Le lieu de l'attentat se trouve dans la commune de Saint-Hilaire-Saint-Mesmin, à l'entrée du bourg en venant d'Orléans, au milieu de vergers s'étendant à gauche de l'actuelle route départementale 951 (ancienne route nationale 751). Un rocher dit « La Pierre du Duc » y porte une plaque rappelant l'événement.
Il est capturé le jour suivant à proximité du village de Cornet (45) par Jean-Roger de L'Estiole. Sous la torture, Poltrot déclare avoir agi à l'instigation de Soubise, de l’amiral de Coligny et de Théodore de Bèze, puis se rétracte avant de renouveler ces aveux. La controverse anime la cour pendant de très longues années car Coligny déclare « se réjouir de la mort de Guise, mais n’être pour rien dans cet attentat ».
Jehan de Poltrot soi-disant seigneur de Méré est condamné à être tenaillé de fers chauds en quatre endroits de son corps puis à être écartelé par quatre chevaux jusqu'à ce que mort naturelle s'ensuive. Il est supplicié en place de Grève le 18 mars 1563 après-midi devant une foule immense.